# Wa-5
Wa-5 — тральщик Імперського флоту Японії, який взяв участь у Другій світовій війні.
Корабель, який належав до допоміжних тральщиків типу Wa-1, спорудили у 1942 році на верфі компанії Ōsaka Iron Works.
З червня 1942-го Wa-5 належав до охорони військово-морської бази Сасебо та з липня ніс патрульну та тральну службу на підходах до неї.
У листопаді 1942-го корабель перевели до складу 41-го охоронного загону, що належав до Четвертого Флоту (відповідав за операції в Океанії). Того ж місяця тральщик відплив із Сасебо і 20 грудня досягнув атола Трук, де була головна японська база в Океанії (та розміщувався 41-й загін). Далі до кінця війни корабель займався ескортною та протичовновою службою в околицях Труку, хоча інколи міг виходити в більш віддалені рейси.
15—18 січня 1943-го Wa-5 здійснював проведення на буксирі невеликого допоміжного судна «Фуйо-Мару № 2».
20—23 січня 1943-го тральщик ескортував транспорт «Мінато-Мару» з Труку до острова Понапе на сході Каролінського архіпелагу, а 27 січня повернувся на Трук (тоді як «Мінато-Мару» рушило далі на Маршаллові острови).
6—9 серпня 1943-го Wa-5 супроводжував флотське з'єднання з Труку до Понапе, а 12—14 серпня пройшов звідти назад на Трук в охороні транспорту «Яманісі-Мару» (Yamanishi Maru).
22—30 березня 1944-го Wa-5 пройшов з ескортною місією на острів Сайпан (головна японська база на Маріанських островах), а 21—25 квітня повернувся на Трук. Наприкінці квітня корабель ще раз пройшов з Труку на Сайпан.
Союзники так і не десантувались на Трук до кінця війни і ця база капітулювала в серпні 1945-го в межах загальної капітуляції Японії.